# Jörgen Britzén
Ulf Jörgen Britzén, född 10 juni 1955 i Ängelholms församling i Kristianstads län, är en svensk militär och tjänsteman.

## Biografi
Britzén avlade officersexamen vid Krigsskolan 1978 och utnämndes samma år till officer vid Skånska dragonregementet, där han befordrades till kapten 1981. Han var lärare och avdelningschef vid Krigsskolan från 1985 och befordrades till major 1986. Han befordrades till överstelöjtnant i Generalstabskåren 1995 och tjänstgjorde vid Militärhögskolan 1995–1997. År 1997 utnämndes han till överstelöjtnant med särskild tjänsteställning, varpå han tjänstgjorde i Hallandsbrigaden 1997–1999. Britzén befordrades till överste 1999 och var chef för Skaraborgs regemente och Skaraborgsbrigaden 1999–2000.
Britzén lämnade Försvarsmakten 2000 och var därefter försvarsdirektör vid Beredskapsfunktionen i Samhällsbyggnadsenheten i länsstyrelsen i Skåne län 2001–2003, personaldirektör i Helsingborgs kommun 2003–2007 och personaldirektör i Hallands läns landsting (från och med 2011 Region Halland) 2007–2013.